# Apollo Theater (Nova York)
L'Apollo Theater és una sala d'espectacles mítica del barri de Harlem al nord de Manhattan (New York, Estats Units), situada al carrer 125. Va esdevenir als anys 1940 el símbol de la música negra americana.

## Història
D'ençà els anys 1860, una sala de ball, anomenada Apollo Hall, va ser oberta per un vell general de la Guerra de Secessió, Edward Ferrero. Un cop va acabar el seu arrendament, el 1872, l'edifici va ser convertit en teatre, que va tancar les portes a tombant del segle. Però el nom «Apollo Theater» va sobreviure.
Construït el 1913 a un altre emplaçament, l'Apollo passa per les mans de diverses famílies jueves fins a 1945. S'anomena, originalment, l'Hurting and Seamon's New Burlesque Theater en honor de Jules Hurtig i Harry Seamon. Està reservat a un públic blanc.
La sala és aleshores rebatejada Hurtig and Seamon's Apollo Theater després el 1928 quan la direcció és represa per Billy Minsky 125th Street Apollo Theater. Un nou context econòmic als Estats Units, la fi de la llei seca i l'efervescència del barri en aquesta època (es parla de «Harlem Renaissance») afavoreixen el desenvolupament i l'evolució dels clubs de jazz que s'obriran a un públic més ampli i a la gent de color.
El local és reprès el 1932 per Sidney Cohen després per Leo Brecher i Frank Schiffman el 1935. És rebatejat Apollo Theater. Des d'aleshores, la música negra americana és acollida amb èxit i accessible a tothom. L'Apollo compta aproximadament 1750 places.

## El renaixement de l'Apollo Theater
L'Apollo Theater va ser recomprat el 1981 per Percy Sutton. L'emissió de ShowTime at the Apollo el va fer cèlebre el 1987 reprenent el principi de la nit dels aficionats. La sala és actualment sota la direcció de la fundació de l'Apollo Theater, una associació creada el 1992. Està classificat a la llista nacional de llocs històrics. Rep la visita d'1,3 milions de persones cada any.

## La nit dels aficionats

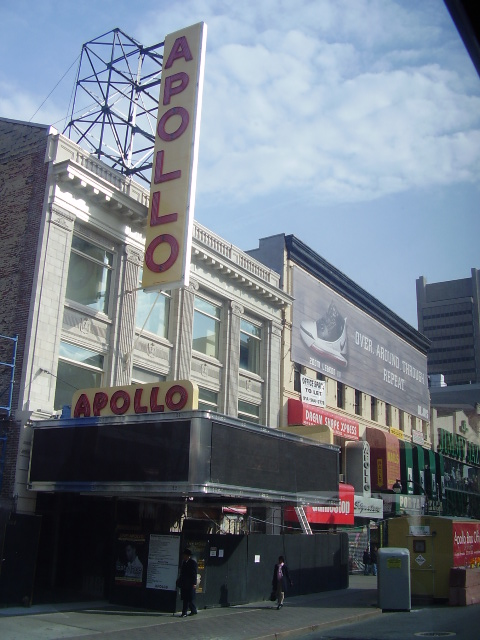
L'Apollo Theater, 2005.

L'Apollo Theater es fa cèlebre, sobretot amb les famoses «Amateur Nights» amb l'objectiu de fer pujar a escena els joves i menys joves talents desconeguts pel públic. Sarah Vaughan, Billie Holiday, Ella Fitzgerald, James Brown (que torna a l'escena de l'Apollo el 1962 davant 1500 persones per a la gravació del seu disc Live at the Apollo), Anita Baker i més tard Michael Jackson (amb The Jackson Five) han fet les seves primeres passes en escena gràcies a aquest concurs organitzat tots els dimecres als vespres a l'Apollo Theater.
L'Apollo Theater, «allà on els somnis es realitzen i on van néixer les llegendes», esdevé un trampolí per a la celebritat. La «Nit dels aficionats» encara avui se celebra sempre els dimecres a la tarda.

## Anècdotes
- Les despulles de James Brown han estat exposades al públic el 28 i 29 de desembre de 2006 a l'Apollo Theater per a un darrer homenatge. Milers d'americans van anar saludar-lo un darrer cop en escena.